# Anna Nagase
Anna Nagase (永瀬 アンナ Nagase Anna?, 31 de marzo de 2005) es una actriz de voz japonesa afiliada a 81 Produce. Algunos de sus papeles notables incluyen a Ushio Kofune en Summer Time Rendering y Hack en Yurei Deco.

## Biografía
Nagase nació y creció en Tokio. Había estado actuando desde que era joven y, a través de sus actividades y presentaciones escolares, "sintió la maravilla de actuar frente a los demás". Nagase comenzó a actuar con voz cuando se le dio la oportunidad mientras estudiaba. Le resultó difícil, lo que la hizo querer aprender más sobre el medio. Nagase se unió a 81 Produce en abril de 2020 como miembro junior. En 2022, protagonizó su primer papel principal como Ushio Kofune en la serie de anime Summer Time Rendering, para la cual aprendió a hablar en el dialecto de Wakayama.
En 2023, recibió el premio a Mejores Actrices Revelación en la 17.ª edición de los Seiyu Awards.

## Filmografía
Los papeles principales están en negrita

### Anime

#### Series de televisión
| Año  | Título | Rol                         | Refs.  |
| ---- | --- | --------------------------- | ------ |
| 2021 | Bakugan: Armored Alliance                                                                                         | Oliver                      | [ 1 ]  |
| 2021 | Back Arrow | Tom                         | [ 9 ]  |
| 2022 | Summer Time Rendering                                                                                             | Ushio Kofune                | [ 6 ]  |
| 2022 | Yurei Deco | Hack                        | [ 10 ] |
| 2022 | Bocchi the Rock!                                                                                                  | Entrevistadora; Cliente     | [ 11 ] |
| 2023 | Mō Ippon! | Tsumugi Himeno              | [ 12 ] |
| 2023 | Jujutsu Kaisen Season 2                                                                                           | Riko Amanai                 | [ 13 ] |
| 2023 | Undead Girl Murder Farce                                                                                          | Louise                      | [ 14 ] |
| 2023 | Shy | Inuyama                     | [ 15 ] |
| 2024 | Kekkon Yubiwa Monogatari                                                                                          | Haruto Satō (niño)          | [ 16 ] |
| 2024 | Nozomanu Fushi no Bōkensha                                                                                        | Rentt Faina (niño)          | [ 17 ] |
| 2024 | Hime-sama "Gōmon" no Jikan desu                                                                                   | Yōki                        | [ 18 ] |
| 2024 | Bucchigiri?! | Mahoro Jin                  | [ 19 ] |
| 2024 | Tensei Shitara Slime Datta Ken 3rd Season                                                                         | Gobwa                       | [ 20 ] |
| 2024 | Shy 2nd Season | Inuyama                     | [ 21 ] |
| 2024 | Tasūketsu | Saaya Fujishiro             | [ 22 ] |
| 2024 | Isekai Suicide Squad                                                                                              | Harley Quinn                | [ 23 ] |
| 2024 | Rekishi ni Nokoru Akujo ni Naru zo                                                                                | Jane                        | [ 24 ] |
| 2024 | Uzumaki | Chica                       | [ 25 ] |
| 2024 | Kinoko Inu | Komako Amano                | [ 26 ] |
| 2024 | Ao no Hako | Nagisa Funami               | [ 27 ] |
| 2025 | Zenshū. | Natsuko Hirose              | [ 28 ] |
| 2025 | Solo Leveling Season 2: Arise from the Shadow                                                                     | Vicemaestre                 | [ 29 ] |
| 2025 | Hazure Skill "Kinomi Master"                                                                                      | Signe Jaildoll              | [ 30 ] |
| 2025 | Miru: Watashi no Mirai                                                                                            | Mario Vasco Debritto (niño) | [ 31 ] |
| 2025 | Isshun de Chiryō Shiteita no ni Yakutatazu to Tsuihō Sareta Tensai Chiyushi, Yami Healer to Shite Tanoshiku Ikiru | Zophia                      | [ 32 ] |
| 2025 | Shōshimin Series 2nd Season                                                                                       | Satomura                    | [ 33 ] |
| 2025 | Onmyō Kaiten Re:Birth                                                                                             | Kazura                      | [ 34 ] |
| 2025 | Ginga Tokkyū Milky☆Subway                                                                                         | Makina Kurusu               | [ 35 ] |
| 2025 | Fermat no Ryōri                                                                                                   | Ayu Uomi                    | [ 36 ] |
| 2025 | Sanda | Ichie Ono                   | [ 37 ] |
| 2026 | Akane-banashi | Akane Osaki                 | [ 38 ] |

#### Películas
| Año  | Título                              | Rol         | Refs.  |
| ---- | ----------------------------------- | ----------- | ------ |
| 2025 | Jujutsu Kaisen: Kaigyoku/Gyokusetsu | Riko Amanai | [ 39 ] |

#### ONAs
| Año  | Título                              | Rol              | Refs.  |
| ---- | ----------------------------------- | ---------------- | ------ |
| 2022 | Cyberpunk: Edgerunners              | Boxers; Isabella | [ 11 ] |
| 2025 | Yu-Gi-Oh! Card Game: The Chronicles | Raye             | [ 40 ] |
| 2025 | Takopī no Genzai                    | Naoki Azuma      | [ 41 ] |

### Videojuegos
| Año  | Título                                 | Rol          | Refs.  |
| ---- | -------------------------------------- | ------------ | ------ |
| 2023 | Summer Time Rendering: Another Horizon | Ushio Kofune | [ 42 ] |
| 2024 | Wuthering Waves                        | Chixia       | [ 43 ] |

## Premios y nominaciones
| Año  | Premios      | Categoría                   | Resultado | Refs. |
| ---- | ------------ | --------------------------- | --------- | ----- |
| 2023 | Seiyū Awards | Mejores Actrices Revelación | Ganadora  | [ 8 ] |